# Saint-Julien-sur-Cher
Saint-Julien-sur-Cher é uma comuna francesa na região administrativa do Centro, no departamento de Loir-et-Cher. Estende-se por uma área de 15,99 km². Em 2010 a comuna tinha 776 habitantes (densidade: 48,5 hab./km²).